# Dominion Hill
Dominion Hill är en kulle i Antarktis. Den ligger i Östantarktis. Nya Zeeland gör anspråk på området. Toppen på Dominion Hill är 852 meter över havet, eller 6 meter över den omgivande terrängen. Bredden vid basen är 0,55 km.
Terrängen runt Dominion Hill är kuperad åt nordost, men åt sydväst är den bergig. Trakten är obefolkad. Det finns inga samhällen i närheten. 